# Notar

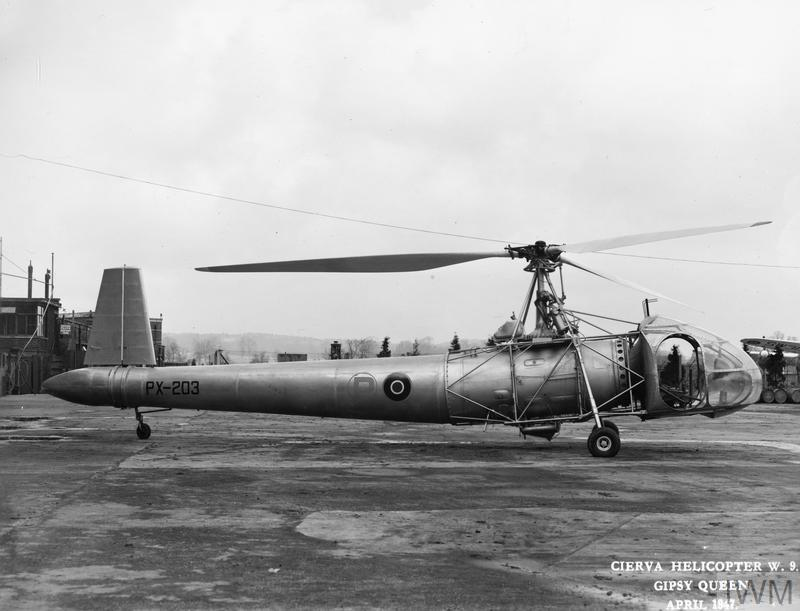
Cierva W.9 med en lång stjärtbom med utblåsning av en luftström på babords sida längst bak på stjärtbommen.

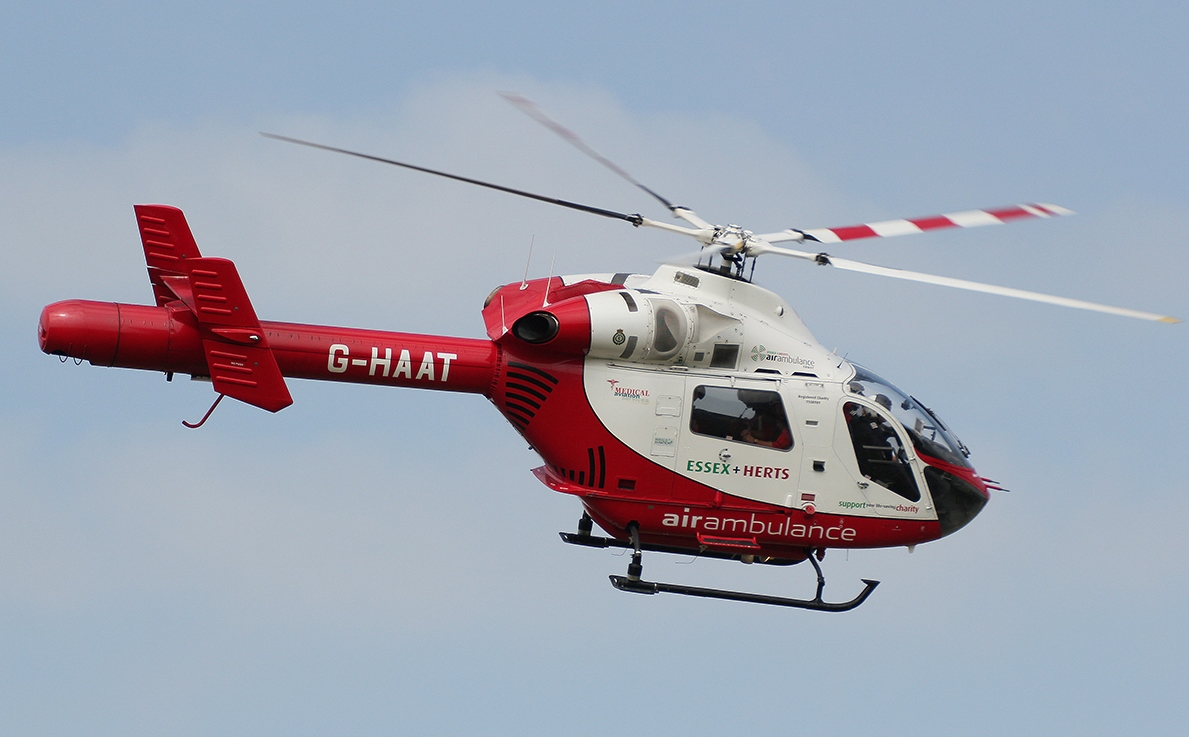
MD Explorer ambulanshelikopter

Notar (förkortning av engelska: No tail rotor) är en typ av helikopter utan stjärtrotor. Fördelen med denna teknologi är att helikoptern blir tystare och att den inte riskerar att slå i stjärtrotorn i till exempel ett träd vid landning.
Idén testades under andra världskrigen på den brittiska helikopterprototypen Cierva W.9. Den har också testats på Kamov Ka-26 och används idag av McDonnell Douglas helicopters (MD Helicopters)-
Notarhelikoptrar använder en fläkt som tar effekt ifrån motorn och blåser ut en luftström bak i bommen för att antingen balansera helikoptern eller för att svänga den. Utblåset sitter i slutet av bommen, på vissa modeller på både höger och vänster sida.

## Bildgalleri

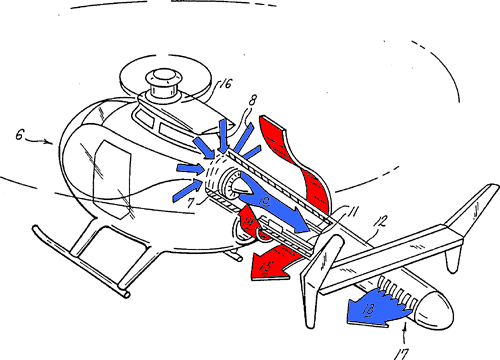
Skiss som visar luftströmmarna i ett Notar-system.